# 磁石乡
磁石乡，是中华人民共和国西藏自治区阿里地区措勤县下辖的一个乡镇级行政单位。

## 行政区划
磁石乡下辖以下地区：
刀青村、尼龙村、格玛村和加绕村。